# Sap-en-Auge
Sap-en-Auge [sap.ɑ̃.n‿oʒ] est une commune française située dans le département de l'Orne en région Normandie, peuplée de 942 habitants. Elle est créée le 1er janvier 2016 par la fusion de deux communes, sous le régime juridique des communes nouvelles. Les communes d'Orville et du Sap deviennent des communes déléguées.

## Géographie

### Hydrographie
La commune est située dans le bassin Seine-Normandie. Elle est drainée par la Touques, le ruisseau de la Bigotière, le fossé 01 de Grand Val, le ruisseau de la Roulandière, le ruisseau des Tanneries et un autre petit cours d'eau.
La Touques, d'une longueur de 108 km, prend sa source dans la commune de Champ-Haut et se jette  dans la baie de Seine en limite de Trouville-sur-Mer et de Deauville, après avoir traversé 42 communes. 
Le ruisseau de la Vérette, d'une longueur de 17 km, prend sa source dans la commune de Chaumont et se jette  dans l'Orbiquet à La Folletière-Abenon, après avoir traversé six communes. 

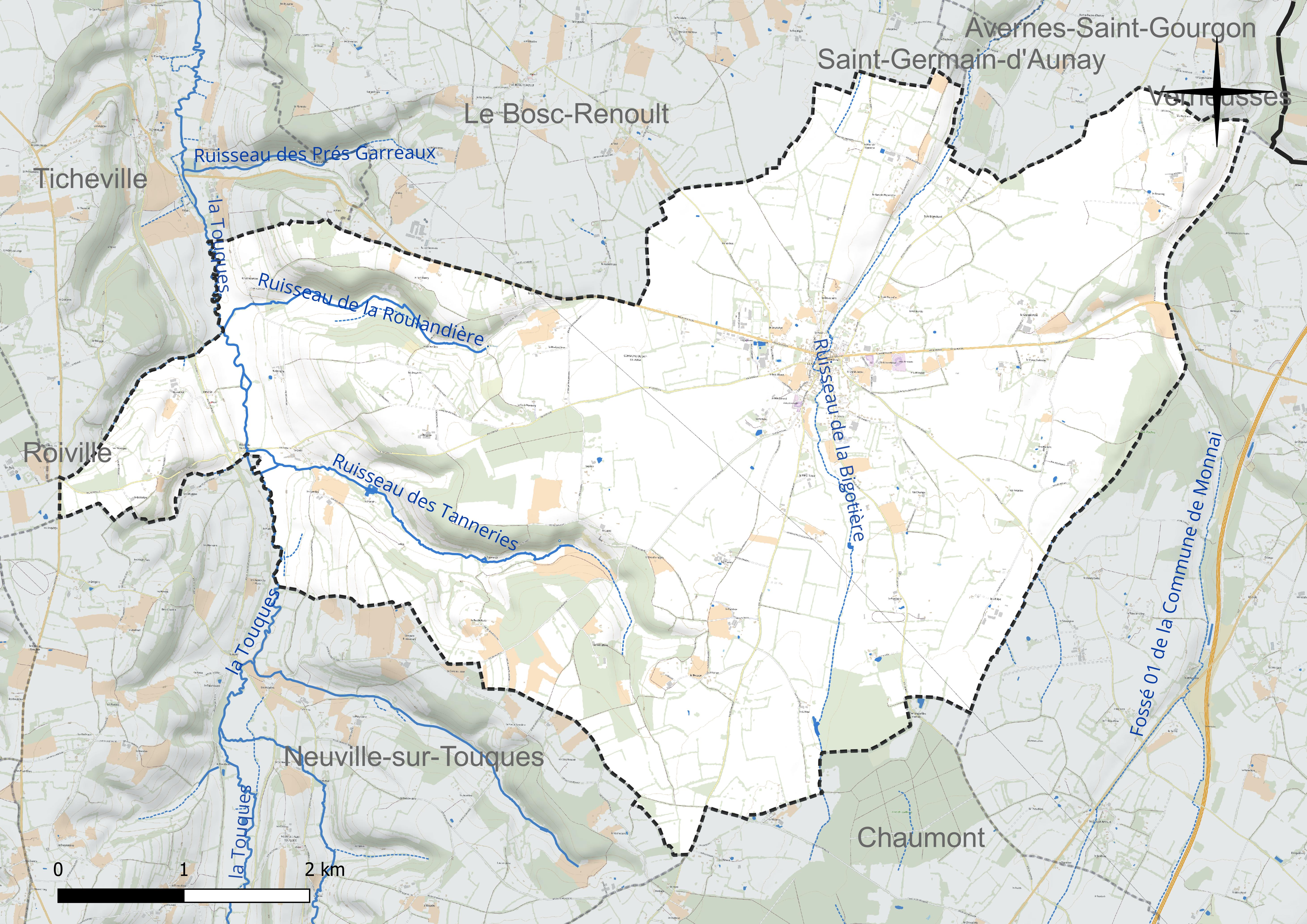
Réseau hydrographique de Sap-en-Auge.

### Climat
Pour des articles plus généraux, voir Climat de la Normandie et Climat de l'Orne.
En 2010, le climat de la commune est de type climat océanique dégradé des plaines du Centre et du Nord, selon une étude du CNRS s'appuyant sur une série de données couvrant la période 1971-2000. En 2020, Météo-France publie une typologie des climats de la France métropolitaine dans laquelle la commune est exposée à un climat océanique et est dans la région climatique Normandie (Cotentin, Orne), caractérisée par une pluviométrie relativement élevée (850 mm/a) et un été frais (15,5 °C) et venté. Parallèlement le GIEC normand, un groupe régional d’experts sur le climat, différencie quant à lui, dans une étude de 2020, trois grands types de climats pour la région Normandie, nuancés à une échelle plus fine par les facteurs géographiques locaux. La commune est, selon ce zonage, exposée à un « climat contrasté des collines », correspondant au Pays d’Auge, Lieuvin et Roumois, moins directement soumis aux flux océaniques et connaissant toutefois des précipitations assez marquées en raison des reliefs collinaires qui favorisent leur formation.
Pour la période 1971-2000, la température annuelle moyenne est de 10 °C, avec une amplitude thermique annuelle de 13,6 °C. Le cumul annuel moyen de précipitations est de 793 mm, avec 12,7 jours de précipitations en janvier et 8,3 jours en juillet. Pour la période 1991-2020, la température moyenne annuelle observée sur la station météorologique la plus proche, située sur la commune de Ticheville à 6 km à vol d'oiseau, est de 10,9 °C et le cumul annuel moyen de précipitations est de 826,1 mm,. Pour l'avenir, les paramètres climatiques de la commune estimés pour 2050 selon différents scénarios d’émission de gaz à effet de serre sont consultables sur un site dédié publié par Météo-France en novembre 2022.

## Urbanisme

### Typologie
Au 1er janvier 2024, Sap-en-Auge est catégorisée commune rurale à habitat dispersé, selon la nouvelle grille communale de densité à sept niveaux définie par l'Insee en 2022.
Elle est située hors unité urbaine et hors attraction des villes,.

## Toponymie
Sap est attesté sous la forme Sappo en 1050
Le toponyme est issu de l'ancien français sap, « sapin ». Le sapin pectiné, plus localement le sap, y serait présent depuis le dernier âge glaciaire d'après les botanistes.
Dans le pays d'Auge.

## Histoire
La commune est créée le 1er janvier 2016 par un arrêté préfectoral du 26 novembre 2015, par la fusion de deux communes, sous le régime juridique des communes nouvelles instauré par la loi no 2010-1563 du 16 décembre 2010 de réforme des collectivités territoriales. Les communes d'Orville et Le Sap deviennent des communes déléguées et Le Sap est le chef-lieu de la commune nouvelle.

## Politique et administration
| Période        | Période  | Identité    | Étiquette | Qualité                                             |
| -------------- | -------- | ----------- | --------- | --------------------------------------------------- |
| 5 janvier 2016 | En cours | Gérard Rosé | SE        | Principal de collège retraité, maire délégué du Sap |

| Nom            | Code Insee | Intercommunalité        | Superficie (km2) | Population (dernière pop. légale) | Densité (hab./km2) |
| -------------- | ---------- | ----------------------- | ---------------- | --------------------------------- | ------------------ |
| Le Sap (siège) | 61460      | CC du Pays de Camembert | 22,73            | 853 (2021)                        | 38                 |
| Orville        | 61320      | CC du Pays de Camembert | 7,25             | 105 (2021)                        | 14                 |

## Démographie
L'évolution du nombre d'habitants est connue à travers les recensements de la population effectués dans la commune depuis sa création.
En 2022, la commune comptait 942 habitants, en évolution de −3,68 % par rapport à 2016 (Orne : −3,21 %, France hors Mayotte : +2,11 %).
| 2018 | 2022 |
| ---- | ---- |
| 957  | 942  |

## Lieux et monuments
- Église Saint-Pierre du Sap.
- Domaine Sauvage Le Costil.